# 26267 Nickmorgan
26267 Nickmorgan este un asteroid din centura principală de asteroizi.

## Descriere
26267 Nickmorgan este un asteroid din centura principală de asteroizi. A fost descoperit pe 14 septembrie 1998 la Socorro, New Mexico, în cadrul proiectului LINEAR. Asteroidul prezintă o orbită caracterizată de o semiaxă mare de 2,25 ua, o excentricitate de 0,18 și o înclinație de 2,6° în raport cu ecliptica.